# Municipio de Saratoga (Dakota del Sur)
El municipio de Saratoga (en inglés: Saratoga Township) es un municipio ubicado en el condado de Faulk en el estado estadounidense de Dakota del Sur. En el año 2010 tenía una población de 150 habitantes y una densidad poblacional de 1,63 personas por km².

## Geografía
El municipio de Saratoga se encuentra ubicado en las coordenadas 45°6′29″N 99°15′27″O / 45.10806, -99.25750. Según la Oficina del Censo de los Estados Unidos, el municipio tiene una superficie total de 92.18 km², de la cual 88,67 km² corresponden a tierra firme y (3,8 %) 3,5 km² es agua.

## Demografía
Según el censo de 2010, había 150 personas residiendo en el municipio de Saratoga. La densidad de población era de 1,63 hab./km². De los 150 habitantes, el municipio de Saratoga estaba compuesto por el 100 % blancos. Del total de la población el 0 % eran hispanos o latinos de cualquier raza.